# N18 (Frankrijk)
De N18 of Route nationale 18 is een voormalige nationale weg in het noorden van Frankrijk. De weg liep van Verdun via Étain en Longwy naar de grens met België en was 70 kilometer lang.

## Geschiedenis
In 1811 liet Napoleon Bonaparte de Route impériale 21 aanleggen van Parijs naar Koblenz in Duitsland. In 1824 werd de latere N18 gecreëerd uit het Franse deel van de Route impériale 21. Deze weg liep van Verdun via Longwy naar de grens met België en was 70 kilometer lang. 
In 1973 werd de route van de N3 verlegd. Het deel van de N18 tussen Verdun en Étain werd onderdeel van de N3. Ook werd het eindpunt verlegd van de Belgische grens naar de Luxemburgse grens. Het deel tussen Longwy en België werd overgedragen aan het departement Meurthe-et-Moselle en kreeg het nummer D918. De N18 was toen nog 52 kilometer lang.

### Declassificaties
Door aanleg van de autosnelwegen A4 en A31 nam het belang van de N18 sterk af. Daarom werd de gehele weg in 2006 overgedragen aan de departementen. De delen hebben daardoor nummers van de departementale wegen. De overgedragen delen van de N18 kregen de volgende nummers:
- Meuse: D618
- Meurthe-et-Moselle: D618

N1 · N2 · N3 · N4 · N5 · N6 · N7 · N9 · N10 · N11 · N12 · N13 · N14 · N15 · N17 · N19 · N19J · N20 · N21 · N22 · N24 · N25 · N27 · N28 · N31 · N33 · N34 · N36 · N37 · N41 · N42 · N43 · N44 · N47 · N49 · N51 · N52 · N57 · N58 · N59 · N61 · N61A · N65 · N66 · N67 · N70 · N77 · N79 · N80 · N82 · N83 · N85 · N86 · N87 · N88 · N89 · N90 · N94 · N98 · N100 · N102 · N104 · N105 · N106 · N109 · N112 · N113 · N116 · N118 · N118A · N118B · N122 · N123 · N124 · N125 · N126 · N129 · N134 · N135 · N136 · N137 · N138 · N141 · N142 · N145 · N147 · N149 · N150 · N151 · N154 · N157 · N158 · N159 · N162 · N164 · N165 · N166 · N171 · N174 · N175 · N176 · N182 · N184 · N186 · N186A · N186B · N188 · N191 · N192 · N201 · N202 · N205 · N209 · N216 · N221 · N224 · N225 · N227 · N230 · N237 · N244 · N248 · N249 · N250 · N254 · N265 · N274 · N282 · N296 · N301 · N303 · N306 · N314 · N315 · N316 · N320 · N324 · N330 · N337 · N338 · N346 · N353 · N356 · N363 · N385 · N388 · N401 · N406 · N410 · N416 · N425 · N431 · N440 · N441 · N444 · N446 · N449 · N481 · N486 · N488 · N489 · N520 · N524 · N532 · N537 · N542 · N543 · N568 · N569 · N572 · N580 · N814 · N844 · N1007 · N1012 · N1013 · N1014 · N1019 · N1021 · N1029 · N1031 · N1043 · N1050 · N1075 · N1083 · N1104 · N1113 · N1134 · N1135 · N1141 · N1154 · N1338 · N1547 · N1569 · N2028 · N2043 · N2057 · N2162 · N2249